# Roberto Cabellud
Roberto Carlos Cabellud Lasierra (Huesca, España, 31 de marzo de 1975), conocido como Cabellud, es un exjugador de baloncesto español, técnico deportivo y preparador físico. Actualmente forma parte del departamento de metodología del Real Zaragoza.

## Trayectoria
SD Huesca
Comenzó su carrera como técnico de fútbol en los equipos base de la Sociedad Deportiva Huesca, en la que entrenó en varias categorías desde 2001, año en el que se incorpora al club procedente del Club Baloncesto Peñas Huesca. Desde 2005 fue entrenador adjunto del Huesca, como segundo de Miguel Ángel Sola.
Real Zaragoza
En la temporada 2007/08 es fichado por el Real Zaragoza junto a Villanova, regresando una temporada a la Sociedad Deportiva Huesca.
SD Huesca
Para la temporada 2008/09 tanto Villanova como Cabellud regresan a la SD Huesca.
Real Zaragoza "B"
En 2009 regresa a Zaragoza como segundo entrenador del Real Zaragoza "B". Siendo posteriormente su comedido el de preparador físico en el primer equipo blanquillo.
Atlético Tetuán
Realizó la pretemporada como preparador para el Mogreb Atlético Tetuán, campeón de la liga marroquí y que competiría en el Mundial de Clubes y la Liga de Campeones de África, sin embargo solo estaría un breve periodo de tiempo tras la llamada de Víctor Fernández para ser su preparador físico en el Deportivo de La Coruña.
Deportivo de La Coruña
Así junto con Víctor Fernández formaría parte de su cuadro técnico durante las temporadas 2013/14 y 2014/15.
Real Zaragoza
En julio de 2015 el club blanquillo oficializa la vuelta del oscense como preparador físico, trabajando a las órdenes tanto de Ranko Popovic como de Lluís Carreras, tras la destitución del serbio.
UD Almería
El 11 de julio de 2016 es anunciado como nuevo preparador físico de la Unión Deportiva Almería, llegada motivada por el fichaje de Luis Milla como entrenador del Real Zaragoza junto con su cuadro técnico y preparador físico, que dejaba en lugar indefinido la posible función de Cabellud como preparador.
Deportivo de La Coruña
Tras el ascenso del club a Segunda División regresa al club como preparador físico para la temporada 2024/25 logrando la permanencia del equipo en la categoría.